# Прочноокопская
Прочнооко́пская — станица в Новокубанском районе Краснодарского края.
Административный центр Прочноокопского сельского поселения.

## География
Расположена на правом берегу реки Кубань. Два автомобильных моста (после наводнения 2002 года — один мост). Расстояние до городов, которые расположены на противоположной стороне реки: Новокубанск — 6 км, Армавир — 8 км.

## История
Крепость Прочный Окоп (у современного хутора Фортштадт) была сооружена в конце 1780-х в составе Азово-Моздокской укреплённой линии по плану генерала Германа фон Ферзена. Впоследствии крепость была местом ссылки на Кавказ декабристов. Проездом здесь бывали Пушкин и Лермонтов. Врач прочноокопского госпиталя Н. В. Майер послужил прототипом доктора Вернера в повести «Княжна Мери». В том же госпитале в марте 1847 года первые операции под наркозом делал великий русский хирург Николай Иванович Пирогов.
Согласно высочайшему повелению от 28 февраля 1792 года на Кавказскую линию в 1794 году переселена тысяча семейств донских казаков, образовавших Кубанский казачий полк. Ими основаны шесть новых станиц при крепостях Усть-Лабинской, Кавказской, Прочноокопской; а также при Григориполисском укреплении, Темнолесском ретраншементе и Воровсколесском редуте. Поселение располагалось южнее современного местонахождения, напротив современного Армавира, где теперь расположена Старая Станица. В 1817 году из-за частых разливов Кубани по приказу генерала Ермолова станица была перенесена на то место, которое занимает сейчас.
«Местопребывание Засса, крепость Прочноокопская, повергало в ужас не только закубанцев, но и всех проезжающих. Она окружена была высоким валом с частоколом по гребню, на котором во многих местах торчали головы черкесов».
Станица входила в Лабинский отдел Кубанской области.
Апрошынэ (адыг.) — так черкесо-гаи называли станицу Прочноокопскую. Можно предположить, что это «очеркешенный» вариант русского слова прочный. Но есть большая вероятность, что в этом топониме заимствовано другое слово — апроши — подступы, покрытые земляными насыпями ровики, используемые для безопасного приближения к атакуемому фронту крепости. По договору 1783 г. с Турцией река Кубань была определена в качестве границы между Россией и Черкесией. В 1784 г. здесь были заложены две крепости — Прочный Окоп и Преградный Стан. Станица Прочноокопская, в которой поселилось до ста человек донских казаков, первоначально была основана на территории современного армавирского кирпичного завода № 2 и рабочего посёлка. Однако систематически повторявшиеся разливы реки вынудили казаков переселиться на нынешнее место ст. Прочноокопской, на возвышенном правом берегу Кубани. Покинутая же территория постепенно заселялась пришлым населением из России, Болгарии и Закавказья. Здесь образовался посёлок, названный Старой Станицей, который теперь является частью г. Армавира.

## Население
| 1816 | 1926  | 2002  | 2010  | 2021  |
| ---- | ----- | ----- | ----- | ----- |
| 1701 | ↗8075 | ↘4853 | ↘4676 | ↘4514 |

Национальный состав
По переписи 2010 года: русские (79,3 %), армяне (15,2 %), украинцы (1,8 %) и др.

## Русская православная церковь
Церковь святителя Митрофана Воронежского.

## Известные уроженцы
- Беспятов, Алексей Иванович — Герой Советского Союза.
- Дмитриев-Кавказский, Лев Евграфович — живописец, график
- Жогин, Селиверст Евдокимович — Герой Советского Союза.
- Михайлашев, Николай Афанасьевич — Герой Советского Союза.
- Науменко, Семен Иванович - Герой Гражданской войны, комдив.

## Достопримечательности
- Аэроклуб имени В. С. Гризодубовой.